# Mick Eekhout
Adrianus Cornelis Jozef (Mick) Eekhout (Den Haag, 22 maart 1950) is een Nederlands architect en emeritus-hoogleraar productontwikkeling in de faculteit der Bouwkunde aan de TU Delft, oprichter en voormalig directeur van de Octatube bedrijven te Delft gespecialiseerd in ruimtelijke constructies voor de bouw en architectuur.

## Algemeen

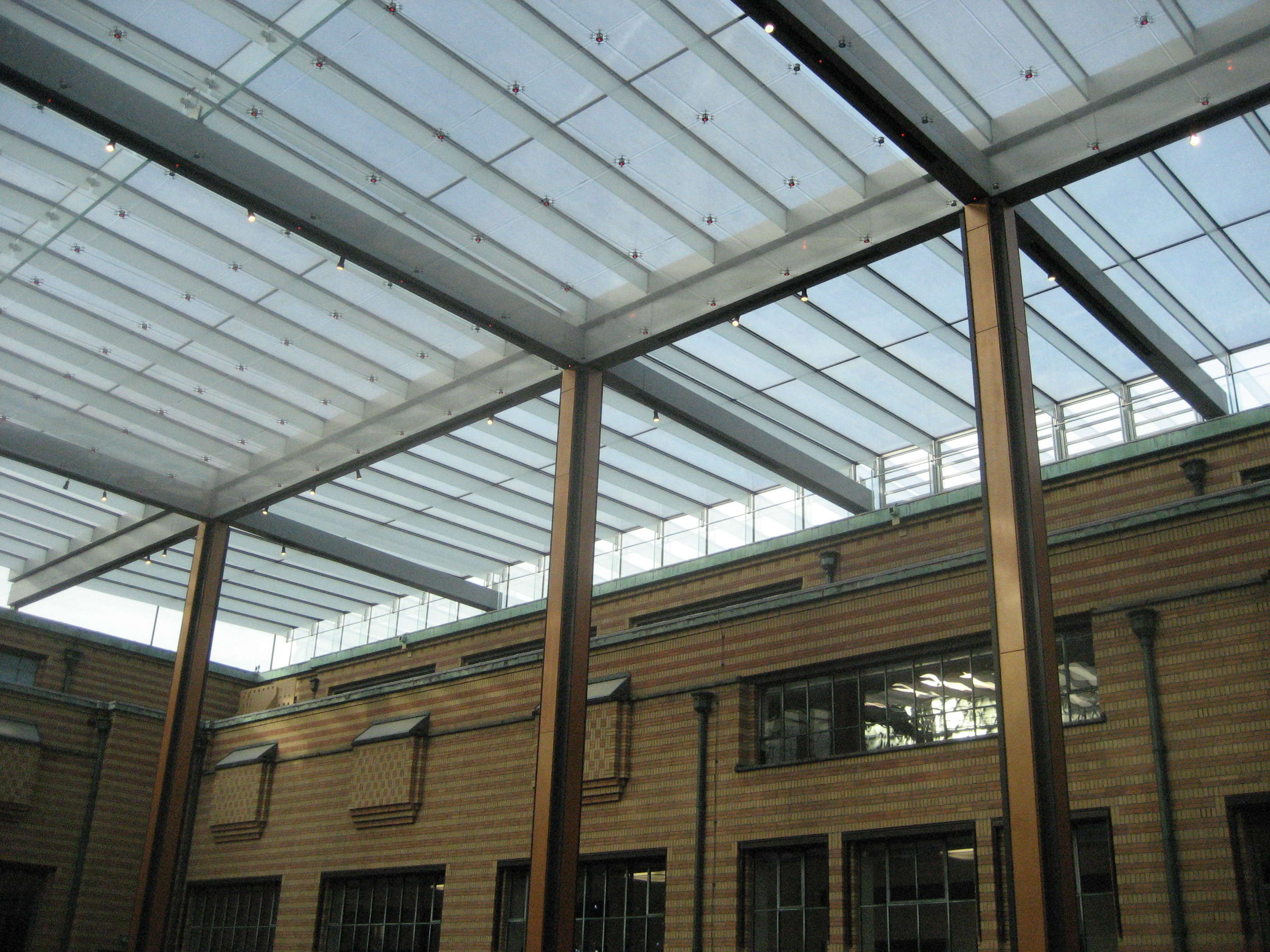
Overkapping Gemeentemuseum Den Haag. Ontwerp Braaksma & Roos i.s.m. Octatube (Mick Eekhout)

Eekhout doorliep de middelbare school aan het Stanislascollege in Delft. Hij studeerde van 1968 tot 1973 bouwkunde aan de Technische Universiteit Delft, werkte als student bij Frei Otto en Renzo Piano, was student-assistent bij prof. Dick Dicke en studeerde cum laude af bij de hoogleraren Jaap Oosterhoff en Carel Weeber. In 1987 nam hij het initiatief om Delft Design op te richten. In 1988 nam hij het initiatief om Booosting op te richten. In 1989 promoveerde hij in Delft bij de promotoren prof.Jaap Oosterhoff en prof. Moshe Zwarts op het proefschrift ‘Architecture in Space Structures’ (cum laude).
Twee jaar nadat hij was afgestudeerd richtte Eekhout zijn eigen architectenbureau op, nu geheten prof.dr. Mick Eekhout Associates bv, in 1978 gevolgd door Octatube Engineering bv en in 1983 vestigde hij het bedrijf Octatube Space Structures bv dat gespecialiseerd is in het ontwerpen en realiseren van driedimensionale complexe constructies voor de bouw en de architectuur. De Octatube-groep telt een tiental bedrijven en is inmiddels een familiegroep van bedrijven, geleid door zoon Nils-Jan Eekhout met 120 man vast personeel. Architectonische ontwerpen van Eekhout werden onder meer gerealiseerd in een twintigtal woonhuizen en villa’s, de ‘Eekhouthal’, de sporthal van Quintus in Kwintsheul, de Glazen Zaal van het Prinsenhof in Delft (overkapping binnenplaats), de Glazen Zaal van de LJG in Den Haag, zijn woonhuis, kantoor en fabriek in Delft, het busstation Zuidpoort in Delft en de Spiegelzaal van de Rijksuniversiteit Groningen. Voor de faculteit Bouwkunde TU Delft ontwierp hij na de Grote Brand in 2008 de Zuidserre en de Oostserre. Als design & build constructief ontwerper was hij verantwoordelijk voor honderden projecten In Nederland en in 25 buitenlanden, steeds in samenspraak met projectarchitecten, zoals de Glazen Muziekzaal in de Beurs van Berlage in Amsterdam (Pieter Zaanen) en de zeer innovatieve composietendaken voor het Yizhak Rabin Center in Tel Aviv (Moshe Safdie). In 2014 werd het atrium van het Gemeentemuseum, nu Kunstmuseum te Den Haag overkapt met een glazen atriumdak.  
In 2012 wordt door Mick Eekhout de Stichting Maison d'Artiste Prototype opgericht in Delft met het doel het grote model dat zijn studenten in 2003 hebben gemaakt na reconstructies van de geometrie en de kleurencompositie van het originele Maison d'Artiste ontwerp uit 1923  te beheren en tentoon te stellen. In 2023 is het 100 jaar geleden dat het ontwerp door Theo van Doesburg en Cor van Eesteren werd gemaakt en in dat jaar zullen er exposities gehouden worden rondom het 'Prototype'.   
In 2012 wordt ook de Stichting Reddekuip opgericht, gevestigd in Delft, met als doel het voetbalstadion de Kuip van Feyenoord te continueren in haar functie in plaats van een nieuw stadion te bouwen. Mick Eekhout is mede-oprichter en secretaris van de stichting.   
Eekhout heeft gefunctioneerd in verschillende jury's  van architectonische en bouwtechnische aard.    
Tussen 2008 en 2016 schrift hij 88 columns in het dagblas Cobouw.   
Eekhout is adjunct-voorzitter van de Orde van den Prince te Delft    

## Trivia
Eekhouts voornaam 'Mick' was zijn roepnaam op de middelbare school en werd daarna doorgezet, mede als vernoeming naar Mick Jagger.